# Punisher: War Zone
Punisher: War Zone (bra: O Justiceiro: Em Zona de Guerra; prt: Punisher: Em Zona de Guerra) é um filme teuto-canadense-estadunidense de 2008, dos gêneros drama de ação, policial e suspense, dirigido por Lexi Alexander. Foi o terceiro filme baseado nesse personagem da Marvel, O Justiceiro, que foi criado por Gerry Conway, Ross Andru e John Romita. O filme não tem qualquer ligação com O Justiceiro de 2004. O protagonista é o ator britânico Ray Stevenson que interpreta Frank Castle / O Justiceiro. O filme foi lançado nos E.U.A. pela Lions Gate Entertainment e em outras partes do mundo pela Columbia Pictures. As filmagens do longa-metragem começaram em Montreal, no Canadá. O filme estreou no dia 5 de dezembro de 2008 nos Estados Unidos.

## Enredo
Frank Castle, um ex-instrutor militar das Forças Especias Americanas, que até agora tem sido o Justiceiro por cinco anos, trava uma guerra contra o crime organizado depois que sua família foi morta por assassinos da Máfia por testemunharem casualmente uma execução. Castle passa a eliminar todos os mafiosos da cidade e num dos tiroteios desfigura o líder mafioso Billy Russoti, o Belo, ao jogá-lo no moedor de vidro da fábrica de reciclagem da qual a família Russoti é dona. Durante a confusão, Frank assassina por engano o agente infiltrado do FBI Nick Donatelli, que ele não sabia que era corrupto. Billy sobrevive e se torna o alucinado assassino Retalho (Jigsaw) e, junto com o irmão psicopata James e mais dois capangas, que são pai e filho, ameaçam a família do agente e tentam se vingar de Castle atacando seu parceiro Micro. Os policiais colaboram com Castle mas o agente do FBI Paul Budiansky entra na perseguição ao Justiceiro em busca de vingança pelo assassinato do ex-parceiro.

## Elenco
| Ator                  | Personagem                  |
| --------------------- | --------------------------- |
| Ray Stevenson         | Frank Castle / O Justiceiro |
| Dominic West          | Billy "o belo" / Retalho    |
| Wayne Knight          | Linus Lieberman / Microchip |
| Dash Mihok            | Detetive Martin Soap        |
| Colin Salmon          | Agente Paul Budiansky       |
| Doug Hutchison        | James "Jim o maluco"        |
| T. J. Storm           | Maginty                     |
| Romano Orzari         | Nicky Cavella               |
| Julie Benz            | Angela Donatelli            |
| Keram Malicki-Sánchez | Ink                         |
| Mark Camacho          | Pittsy                      |
| David Vadim           | Cristu Bulat                |

## Recepção da crítica
Punisher: War Zone tem recepção geralmente desfavorável por parte da crítica especializada. Com o tomatometer de 27% em base de 101 críticas, o Rotten Tomatoes publicou um consenso: "Punisher: War Zone, recorda os desafiadores de diálogo excessivamente violentos dos filmes de ação da década de 1980 que coincidentemente se sente duas décadas desatualizado". Por parte da audiência do site tem 42% de aprovação.